# 郑长璋烈士墓
郑长璋烈士墓，是位于中华人民共和国福建省宁德市蕉城区漳湾镇下凡村小塘自然村东南300米的一个民国时期墓葬，2006年2月入选蕉城区第五批县级文物保护单位。
郑长璋烈士墓占地面积275平方米，平面呈凤字形，坐东向西，始建于民国17年（1928年），墓主郑长璋是中共地下党员，曾任中国国民党宁德县党部筹备处主任委员，1927年在福州被国民党政府逮捕，枪决于鸡角弄。墓葬现保存完好，1982年宁德县人民政府在墓右侧立有“郑长璋烈士之墓”纪念碑，另立有一条长67米的水泥墓道。2021年，蕉城区人民政府计划将郑长璋墓搬迁至城南镇南漈山公园中。现今，郑长璋的后人和蕉城区当地的志愿者会对墓葬进行定期清扫。